# Mauna sematurga
Mauna sematurga là một loài bướm đêm trong họ Geometridae.